# Liam Gillion
William Bruce Gillion (Auckland, 24 luglio 2002) è un calciatore neozelandese, attaccante dell'Auckland FC.

## Carriera

### Club
Gillion è cresciuto nel settore giovanile dei Western Suburbs. Nel 2022 è stato acquistato dall'Auckland City, con cui ha debuttato il 26 marzo 2022 nell'incontro di New Zealand National League vinto 2-1 contro il Melville United. Ha segnato il suo primo gol l'11 giugno contro il Takapuna.

### Nazionale
Nel 2024 è stato convocato dalla nazionale olimpica neozelandese per partecipare ai Giochi della XXXIII Olimpiade in qualità di giocatore di riserva. In seguito è stato integrato nella squadra principale per il match inaugurale contro la Guinea in seguito all'infortunio di Ben Old.
Nel 2024 ha esordito nella nazionale maggiore neozelandese.

## Statistiche

### Presenze e reti nei club
Statistiche aggiornate al 24 luglio 2024.
| Stagione        | Squadra         | Campionato      | Campionato | Campionato | Coppe nazionali | Coppe nazionali | Coppe nazionali | Coppe continentali | Coppe continentali | Coppe continentali | Altre coppe | Altre coppe | Altre coppe | Totale | Totale | Totale |
| Stagione        | Squadra         | Comp            | Pres       | Reti       | Comp            | Pres            | Reti            | Comp               | Pres               | Reti               | Comp        | Pres        | Reti        | Pres   | Reti   |        |
| --------------- | --------------- | --------------- | ---------- | ---------- | --------------- | --------------- | --------------- | ------------------ | ------------------ | ------------------ | ----------- | ----------- | ----------- | ------ | ------ | ------ |
| 2022            | Auckland City   | NZL             | 20         | 4          |                 | -               | -               | OCL                | 3                  | 1                  | Cmc         | 1           | 0           | 24     | 5      |        |
| 2023            | Auckland City   | NZL             | 27         | 9          |                 | -               | -               | OCL                | 6                  | 3                  | Cmc         | 1           | 0           | 34     | 12     |        |
| 2024            | Auckland City   | NZL             | 12         | 9          |                 | -               | -               | OCL                | 7                  | 2                  |             | -           | -           | 19     | 11     |        |
| Totale carriera | Totale carriera | Totale carriera | 59         | 22         |                 | 0               | 0               |                    | 16                 | 6                  |             | 2           | 0           | 77     | 28     |        |

## Palmarès

### Club

#### Competizioni nazionali
- Campionato neozelandese: 1

Auckland City: 2022
- Premier's Plate: 1

Auckland FC: 2024-2025

#### Competizioni internazionali
- OFC Champions League: 3

Auckland City: 2022, 2023, 2024